# Гамбургский диалект (нижненемецкий язык)
Гамбургский нижненемецкий диалект (нем. Hamburger Platt) — диалект нижненемецкого языка (точнее — несколько близких вариантов нижненемецкого), распространённый в качестве разговорного в современном Гамбурге. Встречается также в Шлезвиг-Гольштейне и Нижней Саксонии. Включает два поддиалекта: гестплат и маршплат.
В Гамбурге также распространён верхненемецкий гамбургский диалект, называемый миссингш. В отличие от гамбургского нижненемецкого, фонетика этого диалекта ближе к стандартной, грамматика — нижненемецкая.